# Nicolae
Nicolae ist ein rumänischer männlicher Vorname, abgeleitet vom altgriechischen Nikolaos (Νικολαος) mit der Bedeutung „Sieg(er) des Volkes“. Die deutsche Form des Namens ist Nikolaus; zur Ableitung des Namens siehe auch hier. Nicolae kommt auch als Familienname vor. Eine Verkleinerungsform des Namens ist Nicu.

## Namensträger

### Vorname
- Nicolae Brânduș (1935–2023), rumänischer Komponist
- Nicolae Bretan (1887–1968), rumänischer Komponist
- Nicolae Ceaușescu (1918–1989), rumänischer Politiker
- Nicolae Ciucă (* 1967), rumänischer Offizier
- Nicolae Cocea (1880–1949), rumänischer Schriftsteller
- Nicolae Corneanu (1923–2014), rumänischer orthodoxer Bischof
- Nicolae Costin (1936–1995), moldauischer  Politiker
- Nicolae Dică (* 1980), rumänischer Fußballspieler
- Nicolae Dobrin (1947–2007), rumänischer Fußballspieler
- Nicolae Grigorescu (1838–1907), rumänischer Maler
- Nicolae C. Ionescu (1890–1940), rumänischer Philosoph und orthodoxer Theologe
- Nicolae Iorga (1871–1940), rumänischer Historiker, Schriftsteller und Politiker
- Nicolae Kovacs (1911–1977), rumänischer Fußballspieler und -trainer
- Nicolae Linca (1929–2008), rumänischer Boxer
- Nicolae Lupescu (1940–2017), rumänischer Fußballspieler
- Nicolae Martinescu (1940–2013), rumänischer Ringer
- Nicolae Mavrogheni (1735–1790), Fürst der Walachei
- Nicolae Mitea (* 1985), rumänischer Fußballspieler
- Nicolae Neacșu (1924–2002), rumänischer Musiker
- Nicolae Neagoe (1941–2023), rumänischer Bobfahrer
- Nicolae Negrilă (* 1954), rumänischer Fußballspieler und -trainer
- Nicolae M. Nicolae (1924–2009), rumänischer Politiker
- Nicolae Paulescu (1869–1931), rumänischer Physiologe
- Nicolae Păun (* 1964), rumänischer Politiker
- Nicolae Rainea (1933–2015), rumänischer Fußballschiedsrichter
- Nicolae Roșu (* 1943), deutsch-rumänischer Bildhauer
- Nicolae Rotaru (1935–2009), rumänischer Sportschütze
- Nicolae Simion (* 1959), rumänischer Jazzsaxophonist und Komponist
- Nicolae Teclu (1838–1916), rumänischer Chemiker und Architekt
- Nicolae Timofti (* 1948), moldawischer Jurist und Politiker
- Nicolae Ungureanu (* 1956), rumänischer Fußballspieler und -trainer
- Nicolae Văcăroiu (* 1943), rumänischer Politiker
- Nicolae Vasilescu-Karpen (1870–1964), rumänischer Ingenieur und Physiker

### Familienname
- Alexandru Nicolae (* 1955), rumänischer Fußballspieler
- Bogdan Nicolae (* 1976), rumänischer Fußballspieler
- Cătălin Nicolae (* 1980), rumänischer Rugby-Union-Spieler
- Constantin Nicolae (* 1939), rumänischer Fechter
- Doru Nicolae (* 1952), rumänischer Fußballspieler
- Florentin Nicolae (* 1981), rumänischer Skirennfahrer
- Florin Nicolae (* 1980), rumänischer Handballspieler
- Nicolae M. Nicolae (1924–2009), rumänischer Politiker
- Șerban Nicolae (* 1968), rumänischer Rechtsanwalt und Politiker, Senator und Minister